# Elisabeth Reuter (Malerin, 1902)
Elisabeth Reuter (* 8. April 1902 in Effington Township (Minnesota, USA); † 4. August 1973 in Hesel) war eine deutsch-amerikanische Malerin und Grafikerin.

## Leben
Elisabeth Reuter wurde am 8. April 1902 als Kind eines evangelischen Pfarrers und einer Ostfriesin in Effington Township geboren, wo ihr Vater als Pfarrer tätig war. 1907 zog die Familie nach Crimmitschau in Sachsen.
Ab 1921 studierte Elisabeth Reuter Malerei an der kunstgewerblichen Abteilung der Ingenieurschule Zwickau und von 1927 bis 1930 Grafik an der Königlichen Akademie für graphische Künste und Buchgewerbe, der heutigen Hochschule für Grafik und Buchkunst in Leipzig. Seit 1930 betätigte sie sich als freischaffende Künstlerin. Ab 1934 hatte sie ein eigenes Atelier in Breslau. 1947 floh sie aus Schlesien über Salzwedel, Wittingen und Hannover in die Heimat ihrer Mutter nach Ostfriesland, wo sie ab 1948 auf Juist lebte. In ihrer neuen Heimat schloss sie sich dem Bundesverband Bildender Künstlerinnen und Künstler (BBK Ostfriesland) an. Sie starb am 4. August 1973 in Hesel.

## Schaffen
Elisabeth Reuter arbeitete als Malerin und Grafikerin. In ihren Bildern (Aquarelle, Zeichnungen und Ölgemälde) befasste sie sich dem Dorfleben von Juist und der Landschaft. Sie pflegte einen konservativ gegenständlichen Darstellungsstil.
Viele ihrer Arbeiten befinden sich in privatem Besitz. Einige Werke sind im Küstenmuseum Juist zu sehen. Andere sind Teil der „Auricher Sammlung ostfriesischer Kunst“ der Oberfinanzdirektion Aurich, die Arbeiten von Künstlern, die zwischen 1950 und 1980 in Ostfriesland gelebt oder gearbeitet haben, umfasst.